# Coupe du monde de natation FINA 2008
Navigation
Édition 2007 Édition 2009
L'édition 2008 de la Coupe du monde de natation FINA, la 19e, se dispute durant les mois d'octobre et de novembre, en petit bassin. Les sept étapes programmées sont identiques à celles de l'année 2007, tout comme les journées de compétition, au nombre de deux, exception faite de l'étape brésilienne, traditionnellement étalée pendant trois jours.
Cette édition est sponsorisée par l'équipementier français Arena.

## Les étapes
| Dates             | Lieu           | Résultats |
| ----------------- | -------------- | --------- |
| 10 au 12 octobre  | Belo Horizonte | [ 1 ]     |
| 17 au 18 octobre  | Durban         | [ 2 ]     |
| 25 au 26 octobre  | Sydney         | [ 3 ]     |
| 1er au 2 novembre | Singapour      | [ 4 ]     |
| 8 au 9 novembre   | Moscou         | [ 5 ]     |
| 11 au 12 novembre | Stockholm      | [ 6 ]     |
| 15 au 16 novembre | Berlin         | [ 7 ]     |

## Notation Coupe du monde
À chacune des étapes du circuit 2008 de la Coupe du monde, la table de notation FINA est utilisée afin de classer l'ensemble des performances réalisé lors de la réunion sportive. Les 10 meilleurs nageurs et les 10 meilleurs nageuses se voient attribuer des points, selon le tableau ci-dessous. Par ailleurs, des points de bonus sont attribués pour un record du monde battu (20 points) ou égalé (10 points).
| Classement Points FINA | Points attribués Coupe du monde |
| ---------------------- | ------------------------------- |
| 1                      | 25                              |
| 2                      | 20                              |
| 3                      | 16                              |
| 4                      | 13                              |
| 5                      | 10                              |
| 6                      | 7                               |
| 7                      | 5                               |
| 8                      | 3                               |
| 9                      | 2                               |
| 10                     | 1                               |

## Classement
Plusieurs records du monde ont été battus (2 à Sydney, 2 à Moscou, 4 à Stockholm et 4 à Berlin) avec, corollairement, l'attribution d'un bonus de 20 points à leur détenteur. À l'issue des 7 étapes, le classement hommes et le classement femmes s'établissent ainsi :

### Hommes
| Place | Nom                   | Nationalité    | Points attribués | Points attribués | Points attribués | Points attribués | Points attribués | Points attribués | Points attribués | Total |
| Place | Nom                   | Nationalité    | BEL              | DUR              | SYD              | SIN              | MOS              | STO              | BER              | Total |
| ----- | --------------------- | -------------- | ---------------- | ---------------- | ---------------- | ---------------- | ---------------- | ---------------- | ---------------- | ----- |
| 1     | Cameron van der Burgh | Afrique du Sud | –                | 25               | –                | 25               | 65               | 45               | 32               | 192   |
| 2     | Peter Marshall        | États-Unis     | –                | 10               | –                | 3                | –                | 60               | 60               | 133   |
| 3     | Randall Bal           | États-Unis     | 7                | 16               | –                | 20               | –                | 16               | 70               | 129   |
| 4     | Robert Hurley         | Australie      | –                | –                | 40               | 16               | 20               | 7                | 2                | 85    |
| 5     | Christian Sprenger    | Australie      | 25               | 20               | 10               | 5                | 10               | –                | –                | 70    |
| 6     | Oussama Mellouli      | Tunisie        | 3                | 13               | 13               | 10               | 5                | 1                | 20               | 65    |
| 7     | Matt Jaukovic         | Australie      | –                | –                | 45               | 7                | 2                | 2                | 6                | 62    |
| 8     | Paul Biedermann       | Allemagne      | –                | –                | –                | –                | –                | –                | 46               | 46    |
| 9     | Stanislav Donets      | Russie         | 20               | –                | 16               | –                | 7                | –                | –                | 43    |
| 10    | Stefan Nystrand       | Suède          | 5                | 2                | –                | 2                | 13               | 13               | –                | 35    |

### Femmes
| Place | Nom                 | Nationalité      | Points attribués | Points attribués | Points attribués | Points attribués | Points attribués | Points attribués | Points attribués | Total |
| Place | Nom                 | Nationalité      | BEL              | DUR              | SYD              | SIN              | MOS              | STO              | BER              | Total |
| ----- | ------------------- | ---------------- | ---------------- | ---------------- | ---------------- | ---------------- | ---------------- | ---------------- | ---------------- | ----- |
| 1     | Marieke Guehrer     | Australie        | 25               | 25               | 25               | 25               | 16               | 13               | 70               | 199   |
| 2     | Therese Alshammar   | Suède            | 16               | 13               | –                | 16               | 20               | 40               | 32               | 137   |
| 3     | Kathryn Meaklim     | Afrique du Sud   | 3                | 16               | 10               | 13               | –                | 16               | 20               | 78    |
| 4     | Li Tao              | Singapour        | –                | –                | –                | 20               | 13               | 1                | 26               | 60    |
| 5     | Sarah Katsoulis     | Australie        | –                | –                | 5                | 10               | 10               | 7                | 14               | 46    |
| 6     | Melissa Ingram      | Nouvelle-Zélande | –                | 10               | 13               | 7                | 7                | –                | 4                | 41    |
| 7     | Coralie Balmy       | France           | –                | –                | –                | –                | –                | –                | 40               | 40    |
| 8     | Valentina Artemyeva | Russie           | 13               | –                | –                | –                | 25               | –                | –                | 38    |
| 9     | Josefin Lillhage    | Suède            | 20               | 7                | 16               | –                | 1                | 3                | 2                | 33    |
| 10    | Hanna-Maria Seppälä | Finlande         | –                | –                | –                | –                | –                | 25               | –                | 25    |

## Vainqueurs par épreuve

### 50 m nage libre
| Étapes         | Hommes             | Hommes  |                   | Femmes  | Femmes |
| Étapes         | Vainqueur          | Temps   | Vainqueur         | Temps   |        |
| Belo Horizonte | César Cielo        | 21 s 32 | Brooke Bishop     | 24 s 66 |        |
| Durban         | Stefan Nystrand    | 21 s 42 | Therese Alshammar | 24 s 46 |        |
| Sydney         | Kyle Richardson    | 21 s 45 | Cate Campbell     | 23 s 97 |        |
| Singapour      | Stefan Nystrand    | 21 s 39 | Therese Alshammar | 24 s 33 |        |
| Moscou         | Lyndon Ferns       | 21 s 59 | Therese Alshammar | 24 s 60 |        |
| Stockholm      | Frédérick Bousquet | 20 s 97 | Marieke Guehrer   | 24 s 25 |        |
| Berlin         | Alain Bernard      | 21 s 25 | Therese Alshammar | 24 s 16 |        |

### 100 m nage libre
| Étapes         | Hommes          | Hommes  |                     | Femmes  | Femmes |
| Étapes         | Vainqueur       | Temps   | Vainqueur           | Temps   |        |
| Belo Horizonte | César Cielo     | 47 s 18 | Marieke Guehrer     | 53 s 27 |        |
| Durban         | Darian Townsend | 47 s 24 | Josefin Lillhage    | 53 s 07 |        |
| Sydney         | Stefan Nystrand | 47 s 45 | Marieke Guehrer     | 53 s 15 |        |
| Singapour      | Stefan Nystrand | 46 s 78 | Sarah Sjöström      | 53 s 94 |        |
| Moscou         | Stefan Nystrand | 46 s 57 | Josefin Lillhage    | 53 s 47 |        |
| Stockholm      | Stefan Nystrand | 46 s 03 | Hanna-Maria Seppälä | 52 s 44 |        |
| Berlin         | Alain Bernard   | 46 s 28 | Josefin Lillhage    | 52 s 87 |        |

### 200 m nage libre
| Étapes         | Hommes           | Hommes           |                  | Femmes        | Femmes |
| Étapes         | Vainqueur        | Temps            | Vainqueur        | Temps         |        |
| Belo Horizonte | Oussama Mellouli | 1 min 44 s 58    | Josefin Lillhage | 1 min 57 s 05 |        |
| Durban         | Oussama Mellouli | 1 min 43 s 62    | Josefin Lillhage | 1 min 55 s 91 |        |
| Sydney         | Oussama Mellouli | 1 min 43 s 05    | Ellen Fullerton  | 1 min 56 s 35 |        |
| Singapour      | Oussama Mellouli | 1 min 44 s 47    | Kelly Stubbins   | 1 min 56 s 38 |        |
| Moscou         | Darian Townsend  | 1 min 43 s 44    | Josefin Lillhage | 1 min 56 s 00 |        |
| Stockholm      | Oussama Mellouli | 1 min 42 s 86    | Petra Granlund   | 1 min 54 s 77 |        |
| Berlin         | Paul Biedermann  | 1 min 40 s 83 RM | Coralie Balmy    | 1 min 54 s 05 |        |

### 400 m nage libre
| Étapes         | Hommes            | Hommes        |                  | Femmes           | Femmes |
| Étapes         | Vainqueur         | Temps         | Vainqueur        | Temps            |        |
| Belo Horizonte | Armando Negreiros | 3 min 45 s 78 | Katheryn Meaklim | 4 min 14 s 95    |        |
| Durban         | Oussama Mellouli  | 3 min 42 s 32 | Melissa Ingram   | 4 min 05 s 62    |        |
| Sydney         | Oussama Mellouli  | 3 min 40 s 49 | Melissa Ingram   | 4 min 03 s 31    |        |
| Singapour      | Oussama Mellouli  | 3 min 42 s 37 | Melissa Ingram   | 4 min 04 s 55    |        |
| Moscou         | Oussama Mellouli  | 3 min 40 s 52 | Elena Sokolova   | 4 min 03 s 99    |        |
| Stockholm      | Oussama Mellouli  | 3 min 38 s 42 | Lotte Friis      | 4 min 02 s 64    |        |
| Berlin         | Oussama Mellouli  | 3 min 36 s 75 | Coralie Balmy    | 3 min 56 s 24 RC |        |

### 1 500m (homme) & 800 m (femme) nage libre
| Étapes         | Hommes           | Hommes         |                  | Femmes        | Femmes |
| Étapes         | Vainqueur        | Temps          | Vainqueur        | Temps         |        |
| Belo Horizonte | Oussama Mellouli | 15 min 16 s 43 | Katheryn Meaklim | 8 min 49 s 76 |        |
| Durban         | Oussama Mellouli | 14 min 54 s 73 | Katheryn Meaklim | 8 min 42 s 50 |        |
| Sydney         | Oussama Mellouli | 14 min 43 s 05 | Katheryn Meaklim | 8 min 32 s 62 |        |
| Singapour      | Oussama Mellouli | 15 min 06 s 05 | Melissa Corfe    | 8 min 35 s 75 |        |
| Moscou         | Oussama Mellouli | 14 min 34 s 31 | Elena Sokolova   | 8 min 18 s 52 |        |
| Stockholm      | Mads Glæsner     | 14 min 38 s 87 | Lotte Friis      | 8 min 14 s 99 |        |
| Berlin         | Mads Glæsner     | 14 min 38 s 97 | Lotte Friis      | 8 min 14 s 41 |        |

### 50 m dos
| Étapes         | Hommes         | Hommes     |                 | Femmes  | Femmes |
| Étapes         | Vainqueur      | Temps      | Vainqueur       | Temps   |        |
| Belo Horizonte | Randall Bal    | 23 s 87    | Fabiola Molina  | 27 s 60 |        |
| Durban         | Randall Bal    | 23 s 64    | Fabiola Molina  | 27 s 39 |        |
| Sydney         | Robert Hurley  | 23 s 24 RM | Emily Seebohm   | 27 s 21 |        |
| Singapour      | Randall Bal    | 23 s 35    | Sophie Edington | 27 s 56 |        |
| Moscou         | Robert Hurley  | 23 s 54    | Fabiola Molina  | 27 s 34 |        |
| Stockholm      | Peter Marshall | 23 s 05 RM | Sanja Jovanovic | 27 s 16 |        |
| Berlin         | Randall Bal    | 22 s 87 RM | Sanja Jovanovic | 27 s 19 |        |

### 100 m dos
| Étapes         | Hommes           | Hommes     |                  | Femmes  | Femmes |
| Étapes         | Vainqueur        | Temps      | Vainqueur        | Temps   |        |
| Belo Horizonte | Stanislav Donets | 50 s 82    | Fabiola Molina   | 59 s 07 |        |
| Durban         | Randall Bal      | 50 s 88    | Fabiola Molina   | 59 s 15 |        |
| Sydney         | Stanislav Donets | 50 s 75    | Emily Seebohm    | 57 s 91 |        |
| Singapour      | Robert Hurley    | 50 s 28 RC | Sophie Edington  | 59 s 02 |        |
| Moscou         | Robert Hurley    | 50 s 51    | Anastasia Zueva  | 58 s 81 |        |
| Stockholm      | Peter Marshall   | 49 s 94 RM | Fabiola Molina   | 58 s 67 |        |
| Berlin         | Peter Marshall   | 49 s 63 RM | Daniela Samulski | 58 s 03 |        |

### 200 m dos
| Étapes         | Hommes         | Hommes        |                | Femmes        | Femmes |
| Étapes         | Vainqueur      | Temps         | Vainqueur      | Temps         |        |
| Belo Horizonte | Randall Bal    | 1 min 54 s 11 | Carolina Henao | 2 min 09 s 12 |        |
| Durban         | George Du Rand | 1 min 51 s 82 | Melissa Ingram | 2 min 04 s 98 |        |
| Sydney         | Robert Hurley  | 1 min 52 s 39 | Melissa Ingram | 2 min 04 s 75 |        |
| Singapour      | Ashley Delaney | 1 min 52 s 31 | Melissa Ingram | 2 min 05 s 63 |        |
| Moscou         | Ryosuke Irie   | 1 min 52 s 61 | Melissa Ingram | 2 min 04 s 93 |        |
| Stockholm      | Ryosuke Irie   | 1 min 51 s 71 | Melissa Ingram | 2 min 04 s 88 |        |
| Berlin         | Ryosuke Irie   | 1 min 51 s 34 | Melissa Ingram | 2 min 04 s 31 |        |

### 50 m brasse
| Étapes         | Hommes                | Hommes     |                     | Femmes     | Femmes |
| Étapes         | Vainqueur             | Temps      | Vainqueur           | Temps      |        |
| Belo Horizonte | Christian Sprenger    | 26 s 89    | Valentina Artemyeva | 30 s 78    |        |
| Durban         | Cameron van der Burgh | 26 s 45    | Suzaan Van Bilon    | 32 s 42    |        |
| Sydney         | Christian Sprenger    | 26 s 93    | Jade Edmistone      | 30 s 43    |        |
| Singapour      | Cameron van der Burgh | 26 s 37    | Tara Kirk           | 30 s 78    |        |
| Moscou         | Cameron van der Burgh | 26 s 08 RM | Valentina Artemyeva | 29 s 86 RC |        |
| Stockholm      | Cameron van der Burgh | 25 s 94 RM | Sarah Katsoulis     | 30 s 37    |        |
| Berlin         | Cameron van der Burgh | 26 s 05    | Tara Kirk           | 30 s 43    |        |

### 100 m brasse
| Étapes         | Hommes                | Hommes     |                     | Femmes        | Femmes |
| Étapes         | Vainqueur             | Temps      | Vainqueur           | Temps         |        |
| Belo Horizonte | Christian Sprenger    | 58 s 19    | Tara Kirk           | 1 min 06 s 71 |        |
| Durban         | Cameron van der Burgh | 57 s 99    | Suzaan Van Bilon    | 1 min 08 s 77 |        |
| Sydney         | Christian Sprenger    | 58 s 47    | Sarah Katsoulis     | 1 min 05 s 79 |        |
| Singapour      | Cameron van der Burgh | 58 s 19    | Sarah Katsoulis     | 1 min 05 s 70 |        |
| Moscou         | Cameron van der Burgh | 56 s 88 RM | Valentina Artemyeva | 1 min 04 s 71 |        |
| Stockholm      | Cameron van der Burgh | 57 s 06    | Sarah Katsoulis     | 1 min 04 s 84 |        |
| Berlin         | Cameron van der Burgh | 57 s 32    | Sarah Katsoulis     | 1 min 05 s 07 |        |

### 200 m brasse
| Étapes         | Hommes             | Hommes        |                 | Femmes        | Femmes |
| Étapes         | Vainqueur          | Temps         | Vainqueur       | Temps         |        |
| Belo Horizonte | Christian Sprenger | 2 min 07 s 58 | Tara Kirk       | 2 min 27 s 00 |        |
| Durban         | Christian Sprenger | 2 min 06 s 07 | Kathryn Meaklim | 2 min 24 s 49 |        |
| Sydney         | Christian Sprenger | 2 min 06 s 43 | Kathryn Meaklim | 2 min 23 s 86 |        |
| Singapour      | Christian Sprenger | 2 min 05 s 48 | Joline Hostman  | 2 min 23 s 21 |        |
| Moscou         | Christian Sprenger | 2 min 05 s 75 | Olga Detenyuk   | 2 min 21 s 70 |        |
| Stockholm      | Igor Borysik       | 2 min 05 s 68 | Kathryn Meaklim | 2 min 22 s 07 |        |
| Berlin         | Igor Borysik       | 2 min 05 s 77 | Sarah Katsoulis | 2 min 23 s 09 |        |

### 50 m papillon
| Étapes         | Hommes          | Hommes     |                   | Femmes     | Femmes |
| Étapes         | Vainqueur       | Temps      | Vainqueur         | Temps      |        |
| Belo Horizonte | Nicholas Santos | 23 s 06    | Marieke Guehrer   | 25 s 63    |        |
| Durban         | Neil Watson     | 23 s 81    | Marieke Guehrer   | 25 s 56    |        |
| Sydney         | Matt Jaukovic   | 22 s 50 RM | Marieke Guehrer   | 25 s 46    |        |
| Singapour      | Matt Jaukovic   | 22 s 82    | Marieke Guehrer   | 25 s 56    |        |
| Moscou         | Matt Jaukovic   | 23 s 12    | Therese Alshammar | 25 s 53    |        |
| Stockholm      | Matt Jaukovic   | 22 s 85    | Therese Alshammar | 25 s 31 RM |        |
| Berlin         | Matt Jaukovic   | 22 s 58    | Marieke Guehrer   | 24 s 99 RM |        |

### 100 m papillon
| Étapes         | Hommes             | Hommes           |                 | Femmes     | Femmes |
| Étapes         | Vainqueur          | Temps            | Vainqueur       | Temps      |        |
| Belo Horizonte | Evgeny Korotyshkin | 50 s 86          | Marieke Guehrer | 57 s 51    |        |
| Durban         | Garth Tune         | 52 s 19          | Marieke Guehrer | 57 s 03    |        |
| Sydney         | Matt Jaukovic      | 50 s 50          | Marieke Guehrer | 56 s 88    |        |
| Singapour      | Evgeny Korotyshkin | 50 s 84          | Li Tao          | 56 s 85    |        |
| Moscou         | Matt Jaukovic      | 50 s 68          | Marieke Guehrer | 56 s 97    |        |
| Stockholm      | Evgeny Korotyshkin | 50 s 22          | Li Tao          | 56 s 87    |        |
| Berlin         | Evgeny Korotyshkin | 49 s 74 RC et RE | Li Tao          | 56 s 28 RC |        |

### 200 m papillon
| Étapes         | Hommes                   | Hommes        |                 | Femmes        | Femmes |
| Étapes         | Vainqueur                | Temps         | Vainqueur       | Temps         |        |
| Belo Horizonte | Kaio Almeida             | 1 min 56 s 74 | Mandy Loots     | 2 min 09 s 78 |        |
| Durban         | Sebastien Rousseau       | 1 min 55 s 73 | Mandy Loots     | 2 min 07 s 84 |        |
| Sydney         | Chris Wright Nick D'Arcy | 1 min 53 s 37 | Kathryn Meaklim | 2 min 08 s 85 |        |
| Singapour      | Chris Wright             | 1 min 54 s 38 | Amy Smith       | 2 min 07 s 39 |        |
| Moscou         | Nikolay Skvortsov        | 1 min 52 s 90 | Amy Smith       | 2 min 06 s 64 |        |
| Stockholm      | Nikolay Skvortsov        | 1 min 52 s 33 | Petra Granlund  | 2 min 06 s 44 |        |
| Berlin         | Nikolay Skvortsov        | 1 min 51 s 78 | Petra Granlund  | 2 min 06 s 00 |        |

### 100 m 4 nages
| Étapes         | Hommes           | Hommes  |                     | Femmes        | Femmes |
| Étapes         | Vainqueur        | Temps   | Vainqueur           | Temps         |        |
| Belo Horizonte | Thiago Pereira   | 53 s 75 | Fabiola Molina      | 1 min 01 s 52 |        |
| Durban         | Darian Townsend  | 53 s 37 | Fabiola Molina      | 1 min 01 s 31 |        |
| Sydney         | Oussama Mellouli | 53 s 84 | Emily Seebohm       | 1 min 00 s 39 |        |
| Singapour      | Thiago Pereira   | 52 s 74 | Svetlana Karpeeva   | 1 min 01 s 61 |        |
| Moscou         | Darian Townsend  | 53 s 97 | Olga Klyuchnikova   | 1 min 01 s 37 |        |
| Stockholm      | Oussama Mellouli | 52 s 78 | Hanna-Maria Seppälä | 59 s 07       |        |
| Berlin         | Darian Townsend  | 51 s 80 | Tara Kirk           | 1 min 00 s 88 |        |

### 200 m 4 nages
| Étapes         | Hommes           | Hommes           |                  | Femmes        | Femmes |
| Étapes         | Vainqueur        | Temps            | Vainqueur        | Temps         |        |
| Belo Horizonte | Thiago Pereira   | 1 min 56 s 33    | Katheryn Meaklim | 2 min 12 s 50 |        |
| Durban         | Oussama Mellouli | 1 min 56 s 73    | Katheryn Meaklim | 2 min 10 s 09 |        |
| Sydney         | Oussama Mellouli | 1 min 56 s 30    | Katheryn Meaklim | 2 min 10 s 03 |        |
| Singapour      | Thiago Pereira   | 1 min 53 s 76    | Katheryn Meaklim | 2 min 10 s 59 |        |
| Moscou         | Oussama Mellouli | 1 min 55 s 10    | Tomoya Fukuda    | 2 min 11 s 25 |        |
| Stockholm      | Darian Townsend  | 1 min 54 s 96    | Kathryn Meaklim  | 2 min 09 s 54 |        |
| Berlin         | Oussama Mellouli | 1 min 52 s 41 RC | Theresa Michalak | 2 min 10 s 90 |        |

### 400 m 4 nages
| Étapes         | Hommes            | Hommes        |                   | Femmes           | Femmes |
| Étapes         | Vainqueur         | Temps         | Vainqueur         | Temps            |        |
| Belo Horizonte | Oussama Mellouli  | 4 min 17 s 68 | Katheryn Meaklim  | 4 min 38 s 11    |        |
| Durban         | Oussama Mellouli  | 4 min 08 s 84 | Jessica Pengelly  | 4 min 30 s 45    |        |
| Sydney         | Oussama Mellouli  | 4 min 06 s 47 | Katheryn Meaklim  | 4 min 31 s 52    |        |
| Singapour      | Oussama Mellouli  | 4 min 02 s 93 | Katheryn Meaklim  | 4 min 32 s 21    |        |
| Moscou         | Oussama Mellouli  | 4 min 07 s 97 | Svetlana Karpeeva | 4 min 21 s 26    |        |
| Stockholm      | Chris Christensen | 4 min 11 s 47 | Katheryn Meaklim  | 4 min 27 s 21 RC |        |
| Berlin         | Robert Margalis   | 4 min 13 s 30 | Katheryn Meaklim  | 4 min 29 s 41    |        |

## Légendes
- RC : record de la Coupe du monde FINA
- RE : record d'Europe
- RM : record du monde